# Super Volcano
Super Volcano ist ein US-amerikanischer Katastrophenfernsehfilm aus dem Jahr 2022 von Jared Cohn. Als Hauptdarsteller wird William Baldwin geführt. Megaquake – Kalifornien am Abgrund aus demselben Jahr und Ice Storm – Der Beginn einer neuen Eiszeit aus dem Jahr 2023 führen die Handlung unmittelbar fort.

## Handlung
Dr. Molly Martin, eine gefragte Vulkanologin, wird aufgrund beruflicher Gründe nach Hawaii eingeladen. Dort erhält sie den wichtigen Auftrag, die Installation eines durch künstliche Intelligenz gesteuerten Früherkennungssystem für Vulkanausbrüche zu überwachen. Auf ihren Flug auf die Insel wird sie von ihren beiden erwachsenen Kindern Clay und Chrissy begleitet. Als sie auf Hawaii ankommt, trifft sie auf den unbarmherzigen und unerbittlichen Geschäftsmann Griffin Richards. Dieser leitet das Unternehmen ArcStar, das mitten im hawaiischen Vulkangürtel nach seltenen Rohstoffen sucht. Aufgrund der unautorisierten Bohrungen besteht die Gefahr, dass alle 129 Vulkane um Hawaii ausbrechen und durch die dadurch entstandene Eruption nicht nur Hawaii, sondern weite Teile der Erde vernichtet werden könnten.
Um dies zu verhindern, wird Dr. Martin ein Expertenteam an die Seite gestellt. Unterstützung erhält sie außerdem von ihren beiden Kindern und ihrem Ehemann. Beide versuchen auf ihre in der Vergangenheit gesammelten Kontakte durch von Gerichtsverhandlungen gegen Unternehmen, die die Umwelt zerstören, zurückzugreifen. Erste Lavaströme sind schließlich die ersten Vorboten der Katastrophe.

## Hintergrund
Der Film erschien am 13. Oktober 2023 in den USA. In Deutschland erfolgte der Start in den Videoverleih am 25. August 2023. Seine deutsche Free-TV-Premiere feierte der Film am 9. September 2023 auf RTL II.
Der Film wurde noch im selben Jahr mit Megaquake – Kalifornien am Abgrund fortgesetzt. 2023 folgte als dritter Teil der Reihe Ice Storm – Der Beginn einer neuen Eiszeit. Auch in diesen beiden Filmen versucht die Familie von Molly Martin Naturkatastrophen zu verhindern.

## Rezeption
„Billiger Katastrophenfilm mit äußerst schwachen Effekten, flachen Figuren und dümmlichen Dialogen. Angesichts der haarsträubenden Detailfehler richten auch die treibende Musik und der beabsichtigte Trash-Faktor wenig aus.“

„Die wahren Katastrophen sind Drehbuch & Effekte.“

Oliver Armknecht für Film-Rezensionen befindet, dass „die Geschichte ein billig zusammengestelltes Stückwerk bekannter Elemente sei“ und mit Stereotypen wie dem skrupellosen Wirtschaftsunternehmer in Form von Griffin herhält. Der Film hat nach seiner Ansicht keine guten Dialoge oder Spezialeffekte. Er bemängelt den geringen Anteil von Action-Szenen im Film und prangert die langen Dialogszenen an. Positiv hebt er hervor, dass „ein paar aus dem Ensemble wissen zumindest, wie man schauspielert, was bei den anderen Machwerken nicht immer der Fall ist.“ Final vergibt er zwei von zehn Punkten und gibt als Fazit an das es ein „weiteres grausiges Machwerk von The Asylum, bei dem eine Wissenschaftlerin gegen eine Vulkan-Katastrophe ankämpft“ sei.
In der Internet Movie Database hat der Film bei gut 133 Stimmenabgaben eine Wertung von 2,7 von 10,0 möglichen Sternen.